# Мурау
Му̀рау (на немски: Murau) е град в южната част на Австрия. Разположен е около река Мур в едноименния окръг Мурау на провинция Щирия. Главен административен център на окръг Мурау. Надморска височина 829 m. Има жп гара. Отстои на около 90 km западно от Грац. Население 2167 жители към 1 април 2009 г.